# Distribució lambda de Wilks
En estadística, la distribució lambda de Wilks (anomenada així en honor de Samuel S. Wilks), és una distribució de probabilitat utilitzada en proves d'hipòtesis multivariants, especialment pel que fa a la prova de la raó de versemblança i l'anàlisi multivariada de variància (MANOVA). És una generalització multivariant de la distribució F univariant, de manera anàloga a la generalització de la distribució T-quadrat de Hotelling respecte a la distribució t de Student.
La distribució lambda de Wilks està relacionada amb dues variables independents distribuïdes segons la distribució de Wishart, i es defineix com segueix:
Donat:
{\displaystyle A\sim W_{p}(\Sigma ,m)\qquad B\sim W_{p}(\Sigma ,n)}
independents i amb m ≥ p
{\displaystyle \lambda ={\frac {\det(A)}{\det(A+B)}}={\frac {1}{\det(I+A^{-1}B)}}\sim \Lambda (p,m,n)}
on p és el nombre de dimensions. En el context de les proves de la raó de versemblança m és típicament els graus de llibertat de l'error, i n és el grau de llibertat de la hipòtesi, per la qual cosa n + m és el nombre total de graus de llibertat.
La distribució es pot relacionar amb un producte de variables aleatòries independents que segueixen una distribució beta.
{\displaystyle u_{i}\sim B\left({\frac {m+1-i}{2}},{\frac {n}{2}}\right)}
{\displaystyle \prod _{i=1}^{p}u_{i}\sim \Lambda (p,m,n).}
Per valors de m grans, l'aproximació de Bartlett permet aproximar la distribució lambda de Wilks a una distribució khi quadrat:
{\displaystyle \left({\frac {p-n+1}{2}}-m\right)\log \Lambda (p,m,n)\sim \chi _{np}^{2}}